# 波多黎各建州運動
波多黎各建州運動是一項政治運動，倡導將美國的波多黎各成為美國的一州，以向波多黎各的人提供在國會中的投票權並完全控制當地事務。
自1967年以來，波多黎各就此主題舉行了七次公投，但是美國國會有最終決定權。

## 可能影響
- 和華盛頓特區一樣，由於大部分是民主黨鐵票區，使共和黨政要反對其成為一州，認為此舉會縮小共和黨在眾議院的空間，尤其眾議院席次預估會有四到五個席次。

## 另見
- 美國第51州
- 美国领地
- 聯合國非自治領土列表
- 華盛頓特區建州運動